# 7-я пехотная дивизия (Российская империя)
7-я пехотная дивизия — пехотное соединение в составе российской императорской армии.
Штаб дивизии: Полтава (1820), Заславль (1828), Полтава (1837), Красностав (1849), Кременец (1861), Радом (1863), Радом (1910), Воронеж (1911—1914). Входила в 5-й армейский корпус.

## История дивизии

### Формирование
Сформирована в начале 1811.
Наименования дивизии:
- 17.01.1811 — 20.05.1820 — 26-я пехотная дивизия
- 20.05.1820 — 02.04.1833 — 9-я пехотная дивизия
  - 22.09.1829 — 1-я и 2-я бригады 9-й дивизии вместе с начальником дивизии перешли в 10-ю пехотную дивизию, а ее начальник вместе с 1-й и 2-й бригадами — в 9-ю[2].
- 02.04.1833 — хх.хх.1918 — 7-я пехотная дивизия

В 1812 в состав дивизии входили:
- 1-я бригада
  - Ладожский пехотный полк
  - Полтавский пехотный полк

- 2‑я бригада
  - Нижегородский пехотный полк
  - Орловский пехотный полк

- 3‑я бригада
  - 5-й егерский полк
  - 42‑й егерский полк
- 26‑я полевая артиллерийская бригада

Состав дивизии (на нач. XX в.)
- 1-я бригада (1903: Радом; 1913: Воронеж)
  - 25-й пехотный Смоленский генерала Раевского полк
  - 26-й пехотный Могилёвский полк
- 2-я бригада (1903: Петроков; 1913: Тамбов)
  - 27-й пехотный Витебский полк
  - 28-й пехотный Полоцкий полк
- 7-я артиллерийская бригада (1903: Радом; 1913: Тамбов)

### Боевые действия
В кампанию 1812 дивизия действовала в составе 7-го пехотного корпуса 2-й Западной армии.
В сражении под Салтановкой дивизия совершила фланговый маневр, предотвратив попытку обхода 7-го пехотного корпуса войсками маршала Л. Н. Даву. В Смоленском сражении дивизия занимала  – Королевский бастион в центре русской позиции (ее потери составили около 400 чел.).
В Бородинском сражении обороняла Курганную батарею и участвовала в контрударе 7-го пехотного корпуса (потеряла 300 чел. убитыми, 1350 ранеными и 1200 без вести пропавшими). В дальнейшем, пополненная рекрутами и ополченцами, сражалась при Малоярославце и под Вязьмой (в составе летучего корпуса генерала М. И. Платова). 6 ноября в бою под Красным дивизия остановила отчаянную атаку войск маршала М. Нея. В ходе Заграничного похода русской армии действовала в составе корпуса генерала Д. С. Дохтурова. Дивизия приняла участие в блокаде Модлина, битве под Лейпцигом и в осаде Гамбурга. 
Дивизия - активная участница Первой мировой войны, в частности, Виленской операции 1915 г., Нарочской операции 1916 г., Битве за Волынь в июле 1916 г.

## Командование дивизии
(Командующий в дореволюционной терминологии означал временно исполняющего обязанности начальника или командира. Должности начальника дивизии соответствовал чин генерал-лейтенанта, и при назначении на эту должность генерал-майоров они как правило оставались командующими до момента своего производства в генерал-лейтенанты).

### Начальники дивизии
- 17.01.1811 — 31.03.1811 — генерал-майор Бахметев, Алексей Николаевич
- 31.03.1811 — 29.08.1814[6] — генерал-лейтенант (с 08.10.1813 генерал от кавалерии) Раевский, Николай Николаевич
  - 10.05.1812 — 21.01.1814 — командующий генерал-майор (с 08.10.1813 генерал-лейтенант) Паскевич, Иван Фёдорович
- 29.08.1814 — 15.02.1820 — генерал-лейтенант Эмме, Иван Фёдорович
- 15.02.1820 — 21.04.1825[7] — генерал-майор Нейдгардт, Павел Иванович
  - 20.01.1825 — 28.01.1826 — командующий генерал-майор Тихановский, Степан Леонтьевич
- 28.01.1826 — 04.10.1829 — генерал-майор (с 22.08.1826 генерал-лейтенант) Бартоломей, Алексей Иванович
- 22.10.1829[8][9]— 17.05.1845 — генерал-майор (с 06.12.1835 генерал-лейтенант) Купреянов, Павел Яковлевич
  - 22.10.1829 — 20.03.1830 — командующий генерал-майор Мельгунов, Пётр Ионович
  - 20.03.1830 — хх.хх.1830 — командующий генерал-майор Ралль, Фёдор Фёдорович
  - 19.08.1840 — 10.08.1841 — командующий генерал-майор Севастьянов, Павел Иванович
- 17.05.1845 — 01.01.1846 — командующий генерал-майор Карнеев, Николай Михайлович
- 01.01.1846 — 13.12.1849[10] — генерал-майор (с 23.03.1847 генерал-лейтенант) Кауфман, Пётр Фёдорович
- 20.01.1850 — 18.03.1864 — генерал-майор (с 19.04.1853 генерал-лейтенант) Ушаков, Александр Клеонакович
- 18.03.1864 — 08.11.1865 — генерал-лейтенант Бельгард, Валериан Александрович
- 08.11.1865 — хх.хх.1868 — командующий генерал-майор Карцов, Павел Петрович
- до 05.04.1868 — 24.05.1869 — генерал-майор (с 20.05.1868 генерал-лейтенант) Батезатул, Николай Михайлович
- 24.05.1869 — 16.08.1869 — командующий генерал-майор Риман, Карл Фёдорович
- 23.09.1869 — 16.04.1872 — командующий генерал-майор Лебедев, Пётр Семёнович
- 16.04.1872 — 07.04.1874 — генерал-лейтенант Мандерштерн, Александр Карлович
- 07.04.1874 — 02.02.1877 — генерал-майор (с 30.08.1876 генерал-лейтенант) Сарачинский, Михаил Ильич
- 02.02.1877 — 30.07.1877 — командующий генерал-майор Шульман, Александр Карлович
- 30.07.1877 — 29.07.1879[11] — командующий генерал-майор Веймарн, Фёдор Петрович
- 24.07.1879 — 06.10.1883 — генерал-лейтенант Бардовский, Николай Фёдорович
- 06.10.1883 — 31.12.1889 — генерал-лейтенант Кузьминский, Павел Васильевич
- 17.01.1890 — 29.09.1890 — генерал-майор (с 30.08.1890 генерал-лейтенант) граф Комаровский, Дмитрий Егорович
- 29.09.1890 — 26.03.1894[12] — генерал-майор (с 30.08.1891 генерал-лейтенант) Шмит, Константин Конрадович
- 08.04.1894 — 07.08.1900 — генерал-майор (с 30.08.1894 генерал-лейтенант) Шелковников, Иван Яковлевич
- 10.08.1900 — 22.07.1902 — генерал-майор (с 01.01.1901 генерал-лейтенант) Потоцкий, Иван Платонович
- 12.08.1902 — 02.11.1904 — генерал-лейтенант Поль, Александр Карлович
- 07.12.1904 — 30.12.1913 — генерал-майор (с 06.12.1906 лейтенант) Бутаков, Александр Михайлович
- 31.12.1913 — 29.05.1916 — генерал-лейтенант Михно, Сергей Дмитриевич
- 29.05.1916 — 18.04.1917 — генерал-майор (с 21.10.1916 генерал-лейтенант) Вальтер, Ричард-Кирилл Францевич
- 25.04.1917 — 29.04.1917 — командующий генерал-майор Гришинский, Алексей Самойлович
- 05.05.1917 — после 04.09.1917[13] — командующий генерал-майор Романов, Владимир Романович

### Начальники штаба дивизии
Должность начальника штаба дивизии введена 1 января 1857 года
- 01.01.1857 — 08.03.1859 — подполковник Ждан-Пушкин, Викентий Викентьевич
- 24.03.1859 — 13.06.1861 — подполковник (с 30.08.1859 полковник) Яковлев, Григорий Александрович
- 13.06.1861 — хх.хх.1865 — подполковник (с 31.03.1863 полковник) Добровольский, Владимир Михайлович
- до 03.01.1866 — после 01.04.1867— подполковник Шулешкин, Николай Трофимович
- хх.хх.1867 — 15.04.1873 — подполковник (с 20.04.1869 полковник) Громан, Сильверст Густавович
- 15.04.1873 — 07.01.1878 — полковник барон Розен, Александр-Степан Фридрихович[14]
- 15.01.1878 — 07.11.1885 — полковник Шауман, Фёдор Оскарович
- 07.12.1885 — 10.11.1887 — полковник Хотовицкий, Константин Степанович
- 26.11.1887 — 10.03.1890 — полковник Хайновский, Силуан Егорович
- 15.03.1890 — 08.07.1891 — полковник Масалов, Павел Гаврилович
- 08.07.1891 — 26.07.1893 — полковник Тышкевич, Прокофий Семёнович
- 13.09.1893 — 12.11.1897 — полковник Арбузов, Николай Михайлович
- 27.11.1897 — 16.09.1899 — полковник Клембовский, Владислав Наполеонович
- 16.09.1899 — 24.02.1900 — полковник Прасалов, Владимир Порфирьевич
- 05.04.1900 — 16.05.1903 — полковник Рябинкин, Фёдор Трофимович
- 16.05.1903 — 01.06.1904 — полковник Назаревский, Николай Константинович
- 29.07.1904 — 08.12.1905 — полковник Калачёв, Николай Христофорович
- 08.12.1905 — 12.11.1907 — полковник Бицютко, Константин Яковлевич
- 29.11.1907 — 03.04.1912 — подполковник (с 13.04.1908 полковник) Жёлтышев, Владимир Александрович
- 21.04.1912 — 22.11.1914 — полковник Довбор-Мусницкий, Иосиф Романович
- 16.01.1915 — 17.03.1915 — полковник Голубев, Владимир Федорович
- 17.03.1915 — 14.06.1915 — и. д. подполковник Белогорцев, Владимир Фёдорович
- 14.06.1915 — 16.06.1916 — и. д. подполковник Беловский, Алексей Петрович
- хх.06.1916 — 15.10.1916 — полковник Анисимов, Александр Иванович
- 23.10.1916 — 07.01.1917 — полковник Волков, Сергей Матвеевич
- 15.01.1917 — 26.01.1917 — полковник Свечин, Александр Андреевич
- 27.01.1917 — 12.05.1917 — полковник (с 02.04.1917 генерал-майор) Лебедев, Михаил Васильевич
- 21.05.1917 — 12.06.1917 — полковник барон фон Таубе, Сергей Фердинандович
- 20.06.1917 — 01.08.1917 — генерал-майор Свирчевский, Ипполит Викторович
- 27.09.1917 — хх.хх.1917 — и. д. подполковник Земцов, Михаил Никанорович
- 07.12.1917 — хх.хх.хххх — полковник Воробьёв, Николай Васильевич
- в 1917 — полковник Машмеер-Владычин, Иван Иванович

### Командиры 1-й бригады
В период с 28 марта 1857 по 30 августа 1873 должности бригадных командиров были упразднены
После начала Первой мировой войны в дивизии была оставлена должность только одного бригадного командира, именовавшегося командиром бригады 7-й пехотной дивизии
- 17.01.1811 — 16.12.1812 — полковник Липгарт, Антон Иванович
- 16.12.1812 — 27.11.1816 — генерал-майор Савоини, Еремей Яковлевич
- 12.12.1816 — 06.10.1817 — генерал-майор барон Дельвиг, Антон Антонович
- 06.10.1817 — после 05.09.1819 — генерал-майор Самбурский, Аким Петрович
- 12.12.1819 — 28.06.1821 — генерал-майор Тихановский, Степан Леонтьевич
- 28.06.1821 — 30.01.1823 — генерал-майор Мацнев, Михаил Николаевич
- 03.03.1823 — 30.08.1823 — командующий полковник Повало-Швейковский, Иван Семёнович
- 30.08.1823 — 15.09.1823 — генерал-майор Николаев, Иван Юрьевич
- 15.09.1823 — 28.01.1826[15] — генерал-майор Тихановский, Степан Леонтьевич
  - 05.05.1824 — 05.11.1824 — командующий полковник Повало-Швейковский, Иван Семёнович
  - 20.01.1825 — 06.01.1826[16] — командующий полковник Повало-Швейковский, Иван Семёнович
- 28.01.1826 — 04.10.1829 — генерал-майор Чебышёв, Сергей Сергеевич
- 04.10.1829 — 25.03.1832 — генерал-майор Симишин (Семишин), Павел Михайлович
- 23.04.1832 — 18.01.1834 — генерал-майор Добровольский, Михаил Людвигович
- 18.01.1834 — 17.09.1837 — генерал-майор Марков, Пётр Антонович
- 17.09.1837 — 29.07.1840 — генерал-майор Варпаховский, Пётр Евдокимович
- 29.07.1840 — 21.03.1843 — генерал-майор Рот, Людвиг Христианович
- 21.03.1843 — 14.12.1843 — генерал-майор Мансуров, Илья Александрович
- 14.12.1843 — 15.10.1844 — генерал-майор Володкович, Юрий Яковлевич
- 15.10.1844 — 28.01.1849 — генерал-майор Мансуров, Илья Александрович
- 28.01.1849 — 02.12.1849 — генерал-майор Трусов, Фёдор Иванович
- 06.12.1849 — 23.01.1852 — генерал-майор Быковский, Василий Петрович
- 23.01.1852 — 24.02.1854[17] — генерал-майор Толстой, Фёдор Иванович
- 25.03.1854 — 23.08.1854 — командующий генерал-майор Тяжельников, Иван Иванович
- 31.07.1855 — 28.03.1857 — генерал-майор Бялый, Леонард Онуфриевич
- 30.08.1873 — 15.07.1877 — генерал-майор Нильсон, Андрей Андреевич
- 15.07.1877 — хх.12.1879 — генерал-майор Брант, Вильгельм Васильевич
- 19.12.1879 — 04.11.1884[18] — генерал-майор Ореус, Николай Иванович
- 05.12.1884 — 24.04.1886 — генерал-майор Грипенберг, Аксель Севастьянович
- 13.05.1886 — 31.08.1894 — генерал-майор Примо, Дмитрий Васильевич
- 10.09.1894 — 16.01.1901 — генерал-майор Рамзай, Аллан Густавович
- 07.02.1901 — 12.03.1905 — генерал-майор Арбузов, Николай Михайлович
- 02.04.1905 — 20.02.1906 — генерал-майор Зыков, Виктор Павлович
- 27.02.1906 — 30.04.1910 — генерал-майор Сивицкий, Мечислав-Иосиф Люцианович
- 12.05.1910 — 16.01.1915 — генерал-майор Тиханович, Пётр Андреевич
- 18.01.1915 — 11.10.1915 — генерал-майор Вальтер, Ричард-Кирилл Францевич
- 02.01.1916 — 29.05.1916 — генерал-лейтенант Буссов, Константин Иванович
- 29.05.1916 — 18.02.1917 — генерал-майор Войцеховский, Михаил Карлович
- 17.03.1917 — 18.04.1917 — генерал-майор Сокира-Яхонтов, Виктор Николаевич
- 20.04.1917 — хх.хх.хххх — генерал-майор Ранцев, Василий Владимирович

### Командиры 2-й бригады
- 17.01.1811 — 25.04.1811 — генерал-майор Хитрово, Михаил Елисеевич
- 25.04.1811 — 29.08.1814 — генерал-майор Паскевич, Иван Фёдорович
- 09.04.1815 — 08.04.1821 — генерал-майор Ушаков, Павел Николаевич
- 08.04.1821 — 15.07.1822 — генерал-майор Тихонов, Александр Иванович
- 15.07.1822 — 06.10.1822 — командующий генерал-майор Тихановский, Степан Леонтьевич
- 06.10.1822 — 15.09.1823 — генерал-майор Кисловский, Дмитрий Андреевич
- 15.09.1823 — 22.02.1827 — генерал-майор Чистяков, Тихон Иванович
- 03.04.1827 — 04.10.1829 — генерал-майор Гельвиг, Александр Яковлевич
- 04.10.1829[19] — 22.10.1829 — генерал-майор Купреянов, Павел Яковлевич
  - 08.10.1829 — 06.12.1829 — командующий полковник Фридериций, Александр Карлович
- 06.12.1829 — 17.10.1830 — генерал-майор Старов, Семён Никитич
- 17.10.1830 — 04.02.1831 — генерал-майор Кузьмин, Степан Иванович
- 04.02.1831 — 25.03.1832 — генерал-майор Жиленков, Павел Максимович
- 25.03.1832 — 02.04.1833 — командующий полковник Головачёв, Никита Трофимович
- 02.04.1833 — 20.01.1835 — генерал-майор Ралль, Фёдор Фёдорович
- 20.01.1835 — 26.07.1835 — генерал-майор Бирюлин, Александр Филиппович
- 26.07.1835 — 23.02.1845 — генерал-майор Севастьянов, Павел Иванович
- 23.02.1845 — 22.03.1847[20] — генерал-майор Златковский, Леонтий Дмитриевич
- 22.03.1847 — 15.08.1847 — генерал-майор Кареев, Василий Елисеевич
- 15.08.1847 — 31.07.1855 — генерал-майор Рафалович, Карл Матвеевич
- 31.07.1855 — 28.03.1857 — генерал-майор Сабашинский, Адам Осипович
- 30.08.1873 — 14.03.1875 — генерал-майор Залесов, Николай Гаврилович
- 14.03.1875 — 06.08.1879 — генерал-майор Журавлев, Арсений Степанович
- 21.08.1879 — 09.06.1891 — генерал-майор Де-Вильер де-л'Иль-Адам, Вильгельм Самойлович
- 13.06.1891 — 22.06.1898 — генерал-майор Агапеев, Пётр Еремеевич
- 04.07.1898 — 03.08.1900 — генерал-майор Витте, Бруно Альбертович
- 10.08.1900 — 07.02.1901 — генерал-майор Соллогуб, Владимир Устинович
- 07.02.1901 — 22.03.1901 — генерал-майор Всеволожский, Андрей Дмитриевич
- 23.04.1901 — 28.06.1901 — генерал-майор Сиверский, Андрей Андреевич
- 28.06.1901 — 30.11.1904 — генерал-майор Горский, Иосиф Иванович
- 02.01.1905 — 02.04.1905 — генерал-майор Зыков, Виктор Павлович
- 14.07.1905 — 14.12.1906 — генерал-майор Андреев, Константин Порфирьевич
- 05.01.1907 — 05.04.1914 — генерал-майор Жданович, Николай Яковлевич
- 25.04.1914 — 29.07.1914 — генерал-майор Осипов, Евгений Матвеевич

### Командиры 3-й бригады
В 1833 3-я бригада была расформирована.
- 17.01.1811 — 15.03.1812 — генерал-лейтенант Пущин, Павел Петрович
- хх.03.1812 — 09.04.1816 — генерал-майор Гогель, Фёдор Григорьевич
- 30.08.1816 — хх.хх.хххх — генерал-майор де Сен–Лоран, Василий Иванович
- 12.12.1819 — 12.09.1828 — генерал-майор Курносов, Николай Андреевич
- 12.09.1828 — 11.01.1829 — командующий полковник Дометти, Александр Карлович
- 11.01.1829 — 20.03.1830 — генерал-майор Мельгунов, Пётр Ионович

- 20.03.1830 — 02.04.1833 — генерал-майор Ралль, Фёдор Фёдорович

### Помощники начальника дивизии
В период с 28 марта 1857 года по 30 августа 1873 года помощники начальника дивизии фактически являлись бригадными командирами
- 28.03.1857 — 01.08.1861 — генерал-майор Сабашинский, Адам Осипович
- 01.08.1861 — 23.06.1863 — генерал-майор Марк, Михаил Эммануилович
- 23.06.1863 — 24.07.1866 — генерал-майор Ченгеры, Ксаверий Осипович
- 30.08.1866 — 25.09.1866 — генерал-майор Шульман, Александр Карлович
- 25.09.1866 — 23.09.1869[21] — генерал-майор Лебедев, Пётр Семёнович
- 20.10.1869 — после 01.08.1872 — генерал-майор Аленич, Евграф Павлович
- хх.хх.1872 — 30.08.1873[22] — генерал-майор Нильсон, Андрей Андреевич

### Командиры 7-й артиллерийской бригады
Номер в наименовании артиллерийской бригады изменялся параллельно с номером пехотной дивизии, к которой бригада была приписана.
До 1875 г. должности командира артиллерийской бригады соответствовал чин полковника, а с 17 августа 1875 г. - чин генерал-майора.
- 14.02.1811 — хх.хх.1815 — подполковник Шульман, Густав Максимович
- хх.хх.1815 — 02.05.1816 — полковник Таубе, Максим Максимович
- 02.05.1816 — хх.хх.1819 — полковник (с 12.12.1819 генерал-майор) Корольков, Николай Васильевич
- 02.06.1821 — 05.10.1824[24] — полковник Ратч
- 09.12.1824 — 28.01.1832 — полковник Вальц, Александр Иванович
- хх.хх.1832 — 11.05.1832 — полковник Селезнёв
- 13.05.1832 — хх.хх.хххх — подполковник Фрейман, Густав Антонович
- хх.хх.хххх — 17.02.1835 — полковник Макалинский, Иван Фёдорович
- 11.03.1835 — 11.09.1835 — подполковник Рефельд, Василий Васильевич
- 11.09.1835 — 05.12.1837 — подполковник (с 25.12.1835 полковник) Фрейман, Герман Антонович
- 22.01.1838 — 05.03.1844 — полковник Брюммер, Эдуард Владимирович
- 05.03.1844 — 06.04.1850 — полковник (с 29.10.1849 генерал-майор) Майдель, Август Петрович
- 06.04.1850 — 07.05.1855 — полковник (с 06.12.1853 генерал-майор) фон Вилькен, Василий Николаевич
- 07.05.1855 — 15.09.1855 — полковник Воронов, Павел Алексеевич
- 18.11.1855 — 28.03.1857 — полковник (с 01.12.1855 генерал-майор) Воронов, Павел Алексеевич (повторно)
- 13.05.1857 — 21.10.1859 — полковник Афанасьев (Афонасьев), Александр Егорович
- 21.10.1859 — 04.11.1872 — полковник (с 16.04.1867 генерал-майор) Ладан, Пётр Гаврилович
- 04.11.1872 — 20.06.1888 — полковник (с 01.01.1878 генерал-майор) Постовский, Иван Константинович
- 30.07.1888 — 05.04.1897 — генерал-майор Бутович, Михаил Ильич
- 09.04.1897 — 29.10.1899 — генерал-майор Рклицкий, Иван Васильевич
- 29.12.1899 — 15.02.1905 — полковник (с 09.04.1900 генерал-майор) Волковицкий, Владимир Ильдефонсович
- 15.02.1905 — 10.10.1908 — полковник (с 17.05.1906 генерал-майор) Теодорович, Александр Иванович
- 23.11.1908 — 13.05.1910 — генерал-майор Брилевич, Афанасий Васильевич
- 13.05.1910 — 30.05.1910 — генерал-майор Ивашинцов, Андрей Васильевич
- 30.05.1910 — 25.07.1910 — генерал-майор Демидов, Николай Петрович
- 25.07.1910 — 21.02.1915 — генерал-майор Горбачевич, Александр Евстафьевич
- 10.03.1915 — 29.04.1917 — генерал-майор Скерский, Леонард-Вильгельм Генрихович
- 29.04.1917 — хх.хх.хххх — командующий полковник Сапожников, Александр Александрович

### Отличившиеся воины дивизии
- Арменков, Михаил Флегонтович — старший унтер-офицер команды пеших разведчиков 27-го пехотного Витебского полка. Полный Георгиевский кавалер.

## Память
В 1912 году на Бородинском поле (на левом берегу ручья Стонец, к югу от деревни Горки), на том самом месте, где сто лет до этого Либавский пехотный полк с дивизией Капцевича удерживал свою позицию, по проекту штабс-капитана 11-го пехотного Псковского полка А. В. Дроздовского, на средства потомков участников сражения был установлен «Памятник 7-й пехотной дивизии генерала П. М. Капцевича».
На изразцовом панно на западной стороне памятника содержится надпись:

«…неприятельская конница, получив подкрепление своих резервов, зашла совершенно в тыл 7-й дивизии; но сия бесподобная пехота, ни мало не расстроиваясь, приняла неприятеля сильным огнём и неприятель был расстроен…»
На верхней панели северной стороны памятника надпись:

«ЛИБАВСКОГО ПОЛКА
Отличились:
полк. Айгустов
п-полк. Бестужев-Рюмин
майор Сверчков майор Аблов
кап. Черевин
кап. Жарков
пор. Гедионов
пор. Шуцкой
подпор. Глинка
и 28 н.ч.
…»